# Ryan Dobson
Ryan Adam Dobson (sinh ngày 24 tháng 9 năm 1978) là một cầu thủ bóng đá người Anh, thi đấu ở vị trí hậu vệ ở Football League cho Chester City.